# Vroom Vroom (EP)
Vroom Vroom è un EP della cantautrice britannica Charli XCX, pubblicato il 26 febbraio 2016.

## Tracce
1. Vroom Vroom – 3:13
2. Paradise (feat. Hannah Diamond) – 3:02
3. Trophy – 2:39
4. Secret (Shh) – 3:25